# Sandra Kogut
Sandra Kogut (Rio de Janeiro, 1965) és una autora audiovisual coneguda essencialment en el camp del videoart, perquè va començar la seva carrera treballant en vídeo-instal·lacions i representacions tipus perfomance des de 1984. Ha viscut i ha treballat a França i als Estats Units. Ha participat en exposicions en galeries d'art al Brasil i a l'estranger, ha dirigir espots per publicitat, videoclips i ha estat Directora artístic de la Globograph. Va participar en la creació el 1996 del programa Brasil Legal, a la Globo TV, del qual en va ser directora general.
Sandra Kogut va néixer el 1965 a Rio de Janeiro al Brasil. És una de les cineastes de Llatinoamèrica més conegudes i distingides. La història dels seus pares que van fugir d'Hongria per l'Holocaust i emigrar cap a Brasil va influir molt en la seva obra. L'intent de la mateixa Sandra, ara com a neta, per obtenir un passaport hongarès constitueix el tema central de l'assaig cinematogràfic Um passaporte hungaro (2001). Sense moltes pretensions, Sandra Kogut ens ofereix experiències kafkaianes amb les autoritats, entrevistes amb els seus parents i el seu propi diari de viatge cap a qüestions fonamentals: Què significa la nacionalitat? Per què serveix realment un passaport? Què fem amb el nostre patrimoni? Com construïm la nostra història i la nostra identitat? Entre altres premis, el film va ser reconegut amb Grand Prix en la categoria de vídeo al Split Film Festival, la Menció Especial del Jurat al Festival It's All True de San Pablo 2002 i el Premio Especial del Jurat de la 33a Setmana del Cine Hongarès Budapest 2002.

## Context
El videoart neix amb la popularització de la televisió als Estats Units. Des del primer moment, el videoart es converteix en eina de treball dels diferents moviments d'art contemporani com són Fluxus o l'art conceptual. Abans de l'arribada de la càmera de vídeo, només és podien enregistrar imatges en moviment només amb films de setze mil·límetres, que no donaven la possibilitat de reproducció playback automàtica que sí que tenien les cintes de vídeo. Conseqüentment, molts artistes van començar a trobar el vídeo molt més atractiu que el cinema, i molt més quan la tecnologia va permetre editar o modificar les imatges enregistrades.
El videoart s'orienta a fomentar una visió plural i complexa de l'art com a símptoma de la realitat. Es tracta de despertar la intel·ligència i la sensibilitat a diferents maneres de veure, que es poden obtenir productes molt diferents, de vegades fins i tot contradictoris, tot i partir dels mateixos recursos materials, temes o pressupòsits estètics.
La trajectòria de molts artistes està marcada pel continu pelegrinatge d'una ciutat a una altra, d'un paisatge a un altre. El seu objectiu és, algunes vegades, documentar la transformació d'entorns rurals i urbans; d'altres, registrar el trànsit dels éssers i donar fe de la seva història i la seva memòria. El viatger, com Sandra Kogut, ens presta amb el vídeo els seus sentits perquè ens submergim en llocs desconeguts i perquè els habitem amb la seva gent. I, amb una aparent absència d'esforç, travessa i transgredeix els límits de la identitat personal, cultural i nacional en obres que no només exploren la construcció de múltiples afiliacions, sinó que amplien el nostre concepte de multiplicitat en si. Amb una infusió d'una tendresa difícil d'aconseguir cap als seus temes - un sentiment del tot rar en no-ficció contemporani - els frames de Kogut es converteixen en espais híbrids que enginyosament il·luminen les múltiples relacions entre els individus i les seves imatges.